# 小谷精草
小谷精草（学名：Eriocaulon luzulifolium），为谷精草科谷精草属下的一个种。

## 扩展阅读
維基物種上的相關：小谷精草